# Felipe Salaverry
Felipe Santiago Salaverry del Solar (Lima, 3 de mayo de 1806-Arequipa, 18 de febrero de 1836) fue militar y político peruano, el presidente más joven que tuvo el Perú y el más joven en morir. Era un militar muy ilustrado, con afición a la lectura y con talento para la escritura. En 1835 se rebeló contra el presidente Luis José de Orbegoso y tomó el poder. Gobernó apenas un año, de febrero de 1835 a febrero de 1836. Lideró a su país frente a la invasión boliviana. Derrotado y apresado por Andrés de Santa Cruz, murió fusilado, tras un proceso sumario en su contra.

## Biografía

### Primeros años
Hijo de Felipe Santiago Salaverry y Allende, funcionario vasco, natural de Guipúzcoa, Contador de la Real Renta de Tabacos de Arequipa; y de la limeña Micaela del Solar y Duque de Estrada. Cursó gramática latina en la Universidad de San Marcos (1817) y retórica y latín en el Real Convictorio de San Carlos (1818-1819). Como interno estudió matemáticas, lógica y música en el colegio de San Fernando (1820). Aquellos se habían convertido en centros de discusión de las ideas emancipadoras.
A finales de 1820, con catorce años de edad, se escapó de la casa de sus padres y se presentó ante José de San Martín en el cuartel general de Huaura, junto con Juan Antonio Pezet. Empezó, muy joven su carrera militar en el ejército patriota, donde demostró arrojo y mucha audacia, lo que se convirtió en el inicio de una vertiginosa carrera militar que le llevaría a la cúspide con una precocidad que para muchos resultó asombrosa.

### Carrera militar
Ingresó como cadete en el batallón “Numancia” y sirvió bajo las órdenes del general Juan Antonio Álvarez de Arenales en la segunda campaña de la sierra central. Luego se destacó en el primer sitio del Callao y fue ascendido a subteniente, el 15 de enero de 1822.
Fue destinado al batallón N.º 1 de la Legión Peruana y, ya con el grado de teniente segundo, concurrió a las adversas batallas de Torata y Moquegua, durante la primera expedición a puertos intermedios (1823).
Ascendido a capitán, participó en las batallas de Junín y Ayacucho (1824), y luego participó en las operaciones que el mariscal Antonio José de Sucre dirigió en el Alto Perú, figurando en la toma de Potosí.
Regresó a Lima en 1825 y fue destacado como sargento mayor a resguardar el cuartel del batallón Granaderos N.º 9, donde le tocó conjurar un motín encabezado por el teniente coronel Alejandro Huavique. Él mismo se batió a sable con el oficial sublevado y le dio muerte ante el asombro de su tropa (23 de marzo de 1828). Recibió entonces el grado de teniente coronel.
En 1829 fue nombrado ayudante de campo del presidente José de La Mar, acompañándolo durante la guerra contra la Gran Colombia. Asistió a las acciones de Saraguro (13 de febrero) y Portete de Tarqui (27 de febrero). Destacado al cuartel general de Piura, fue hecho prisionero al ser derrocado La Mar. Liberado, permaneció en Piura y se hizo notar como partidario del depuesto mandatario; luego viajó a Lima, decidido a apartarse de la política, pero el presidente Agustín Gamarra le ofreció la subprefectura y la comandancia militar de Tacna en 1831. Salaverry aceptó y partió a Tacna, donde se casó con doña Juana Pérez.
Pasado algún tiempo dejó como gobernador interino de Tacna a José Rosa Ara y viajó a Lima a solicitar su retiro. Su deseo era dedicarse de lleno a la agricultura. Pero sus planes fueron desvirtuados por sus enemigos y fue acusado de conspiración. Apresado, se le condenó a pena de confinación en la aldea de Huallaga, cerca del Marañón, en el departamento de Amazonas (26 de julio de 1833). No tardó en convencer a sus guardianes para que lo dejaran libre, y junto con un puñado de partidarios marchó a Chachapoyas donde depuso al prefecto, desconociendo así el gobierno de Gamarra. Pero ante la aproximación de las fuerzas gobiernistas, fue abandonado por los suyos y capturado, siendo llevado encadenado a Cajamarca. Nuevamente convenció a sus captores para que lo liberaran y efectuó un nuevo pronunciamiento el 26 de octubre.
Marchó a Trujillo y en la Garita de Moche (actual puerto de Salaverry) se enfrentó a las fuerzas gobiernistas que comandaba el general Juan Francisco de Vidal, siendo derrotado. Huyó entonces hacia el norte y se refugió en la hacienda Suipiro, en Paita. Sin embargo fue reconocido y entregado a Vidal. Se le embarcó con destino a Guayaquil, pero una vez más convenció a sus custodios e hizo que la nave desviara su rumbo.
Desembarcó en las playas de Lambayeque, pasando inmediatamente a Trujillo, en febrero de 1834. Para entonces se había restablecido en Lima el gobierno provisorio de Luis José de Orbegoso, luego de la intentona golpista de los gamarristas encabezados por Pedro Bermúdez, quienes se replegaron a la sierra. Salaverry apoyó a Orbegoso y encabezó una movilización contra las autoridades de Trujillo, de cuya lealtad al gobierno se desconfiaba. Asumió el cargo de comandante general del departamento de La Libertad y luego se unió a las fuerzas orbegosistas que en el departamento de Junín operaban contra los rebeldes. De esa época data un famoso dicho suyo, al momento de pedir un ascenso al presidente: «Hágame coronel y yo me haré el resto». Efectivamente, obtuvo el grado de coronel (8 de marzo de 1834); luego participó en la batalla de Huaylacucho y en el “abrazo de Maquinhuayo”, que puso fin a la guerra civil (abril de 1834).
Orbegoso le premió con el ascenso a General de Brigada (9 de junio de 1834). Salaverry tenía entonces 28 años y se ponía en una posición expectante dentro de las altas esferas del poder castrense de la década de 1830. Tal poder radicó en la cercana colaboración que tuvo con el gobierno de Orbegoso, quien le nombró inspector general de las milicias de la República, cargo de suma importancia pues tenía como principal objetivo asegurar la estabilidad del régimen y precaver cualquier tipo de sublevación.

### Golpe de Estado

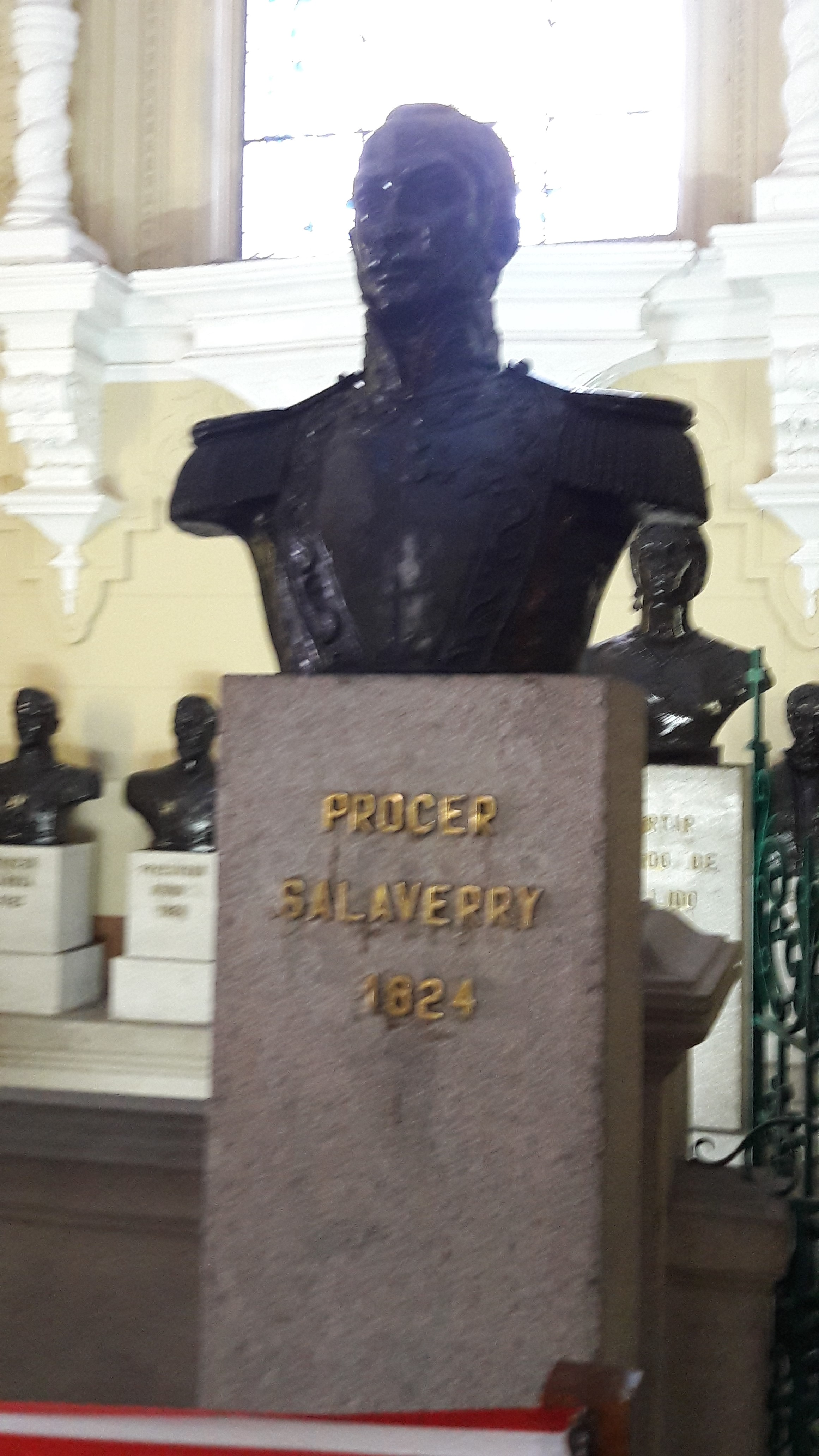
Efigie de Salaverry en el Panteón de los Próceres en Lima.

Tanto poder en manos de Salaverry, hizo que muchos desconfiaran con razón, temiendo que diese un golpe de Estado. Pero el presidente Orbegoso, hombre débil y demasiado bondadoso, parecía no ser consciente del peligro. En una de sus obras, el deán Valdivia cuenta que Orbegoso le preguntó a Salaverry sobre los rumores de que quería hacer una revolución. Salaverry, muy desenvueltamente, le respondió: «Si así fuese, señor general Presidente, principiaría fusilando primero a Vuestra Excelencia.» Orbegoso quedó visiblemente mortificado ante tal respuesta, pero atinó a hacer nada.
De otro lado, en Bolivia conspiraban el presidente de ese país, Andrés de Santa Cruz, con el general Gamarra, planeando la unión de la nación altiplánica con el Perú. Posiblemente por este último motivo o por otra razón, Orbegoso se dirigió al sur, dejando en Lima como encargado del mando a Manuel Salazar y Baquíjano (7 de noviembre de 1834).
Ausente Orbegoso, se sublevaron en la Fortaleza del Real Felipe del Callao los sargentos y soldados impagos que conformaban la guarnición (1 de enero de 1835). Salaverry sofocó la sublevación tomando por asalto la fortaleza y se hizo gobernador de dicha plaza (4 de enero). Luego, aprovechando su situación inmejorable, se pronunció al frente de su guarnición contra la autoridad del encargado del mando, el señor Salazar (medianoche del 22 de febrero); poco después ingresó a Lima y se autonombró Jefe Supremo de la República (25 de febrero), con el pretexto de que el país se hallaba acéfalo, es decir sin presidente, pues Orbegoso se hallaba fuera de la capital. El nuevo gobierno fue reconocido en diversos lugares del país, mas no en el sur, que continuó obedeciendo a Orbegoso. Este envió contra Salaverry una división al mando del general Francisco Valle Riestra. Valle Riestra se hizo a la mar en Islay y desembarcó en Pisco, pero no pudo continuar pues sus propios hombres lo apresaron y lo entregaron a Salaverry, quien ordenó su fusilamiento. Tal exceso se debió, según se cree, a una vieja y enconada enemistad personal o simplemente a un arrebato de ira de Salaverry, debido a las fechorías que cometían los bandoleros en Lima.
Otra expedición organizada en el norte por el general Domingo Nieto en apoyo de Orbegoso también fue debelada por Salaverry en persona. Nieto fue desterrado. La escuadra salaverrina rindió a Islay y a Arica (puertos del sur).
Un decreto de amnistía general, dado por Salaverry en mayo de 1835 y la convocatoria al Congreso que debía reunirse en Jauja, fueron señales de que la unificación del mando del país en manos de Salaverry era ya un hecho; solo Arequipa acataba todavía la autoridad de Orbegoso.

### Obra administrativa

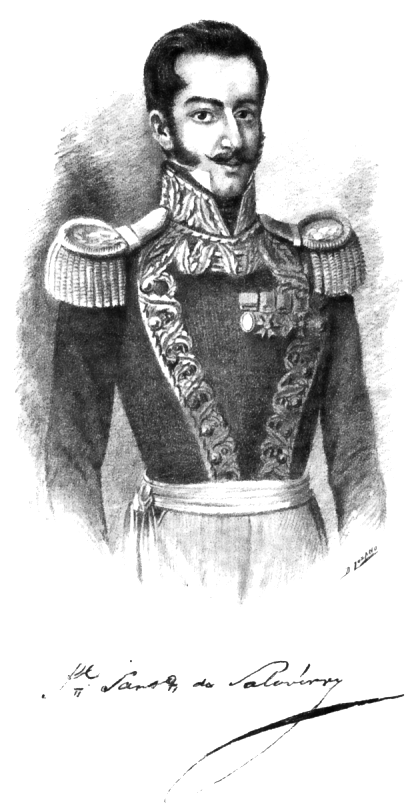
Felipe S. Salaverry y su rúbrica. Ilustración de Evaristo San Cristóval. «Delgado, pálido, con ojos de vivo mirar y "risa ferina que jamás le bañaba el rostro de placer", las patillas cubrían casi como un casco los costados de su cara y torcían hasta tocar casi la boca, donde el bigote recortado completaba la sensación de arrogancia. Al firmar rubricaba la última letra de su apellido con una ancha y nerviosa señal como si la hubiera escrito con la punta de la espada». (Jorge Basadre)

El gobierno autoritario de Salaverry representó una segunda edición del autoritarismo de Gamarra. Ello explica que le prestaran su colaboración personalidades como Felipe Pardo y Aliaga y Andrés Martínez, que habían servido a Gamarra en su primer gobierno.
Entre las medidas que tomó el efímero gobierno de Salaverry mencionamos los siguientes:
- Estableció un Consejo de Estado, que debía estar compuesto por personalidades brillantes. Integraron dicho cuerpo personajes tan dispares como el autoritario José Ignacio Moreno, y los liberales Manuel Salazar y Baquíjano y Francisco Xavier de Luna Pizarro.
- Restableció la Dirección General de Aduanas, suprimida por Orbegoso, y reglamentó el cobro de los derechos de importación. Se impuso severas penas contra el contrabando.
- Fomentó el desarrollo del comercio y la industria, aboliendo el impuesto de patente; fijando el interés máximo del préstamo de dinero en uno por ciento mensual; y restableciendo el Tribunal del Consulado para evitar la morosidad en la tramitación de los litigios mercantiles. Declaró que los vales, pagarés y cualquier otro simple reconocimiento simple de deuda entre comerciantes tendrían la misma fuerza que las escrituras públicas.
- Eliminó la contribución de castas.
- Restableció el tráfico de esclavos procedentes de otros países de América.
- Ante la proliferación de la delincuencia creó el tribunal llamado “Comisión de la Acordada”, que juzgaba de manera sumaria las causas de homicidio, herida y hurto en el departamento de Lima. Luego se amplió su jurisdicción a las causas de tumulto, sedición, traición y en general a las que trataran sobre delitos contra el sosiego público, así como a las de contrabando.
- Impuso el castigo de la pena de muerte para los funcionarios ladrones.
- Abolió las penas infamantes (azotes y horca).
- Dejó sin efecto el contrato para un ferrocarril entre el Callao y Lima por “no tener objeto importante”. Dicha obra sería retomada tiempo después, bajo el primer gobierno de don Ramón Castilla.
- Reglamentó la práctica de doblar las campanas de las parroquias y conventos, que no debería exceder los cinco minutos.
- Restableció el uso de la toga para los vocales de las Cortes Suprema y Superior, y para los jueces de primera instancia.
- Ratificó el 6 de junio de 1835 el tratado de amistad, comercio y navegación, que habían suscrito los plenipotenciarios del Perú y Chile en enero de ese año; una de sus cláusulas principales estipulaba que los productos naturales o manufacturados chilenos (trigo, harina, etc.), conducidos en buques peruanos y chilenos, solo pagarían la mitad de los derechos de internación con que se hallasen gravadas las mercaderías de otras naciones, debiendo ser recibidos los peruanos allá  (chancacas, azúcar, etc.), recíprocamente, en las mismas condiciones.[2]
- Tuvo un saludable propósito de restablecer las relaciones con España, adonde fue enviado como ministro plenipotenciario don Felipe Pardo y Aliaga. Pero este no llegó a su destino, quedándose en Chile a cuyo gobierno solicitó ayuda contra Santa Cruz, al ocurrir la invasión boliviana al Perú.

### La invasión boliviana
Replegado en Arequipa, Orbegoso pidió auxilio al general Santa Cruz, el presidente de Bolivia, aceptando la intervención del ejército boliviano y comprometiéndose a establecer una confederación. Tal decisión originó la sangrienta Guerra entre Salaverry y Santa Cruz.
Gamarra, enfurecido con Santa Cruz ante el giro político que había tomado, se alió con Salaverry, haciendo un frente común frente la invasión extranjera. Contando con la popularidad que tenía en el sur peruano, especialmente en el Cuzco, su tierra natal, Gamarra reunió un ejército y fue el primero en enfrentar a las fuerzas bolivianas. Pero fue vencido en Yanacocha el 13 de agosto de 1835, y tuvo que retirarse de la escena bélica, acaso aguardando una mejor oportunidad de recuperar el poder.
La derrota de Gamarra motivó que Salaverry precipitara sus acciones y fuera en pos de las fuerzas bolivianas. Tras lanzar contra Santa Cruz su famoso decreto de "Guerra a Muerte" y ofrecer premios a quien matase a un boliviano, Salaverry dio inicio a una audaz campaña militar, que principió con el asalto al puerto de Cobija por la Marina de Guerra, donde se arrastró por los suelos la bandera boliviana en ceremonia pública. Luego abrió la campaña en el sur del Perú contando con un ejército de 5000 efectivos.
Pero en la sierra sur del país Salaverry fue perdiendo terreno y tanto cuzqueños como arequipeños se fueron sumando a las huestes de los confederados, las que tomaron Cuzco y Ayacucho. Estas fuerzas llegaron a sumar 8.000 efectivos. A finales de 1835 los confederados tomaron el control de Lima, hecho que dejó en el aislamiento al ejército nacionalista de Salaverry.

### Derrota y muerte

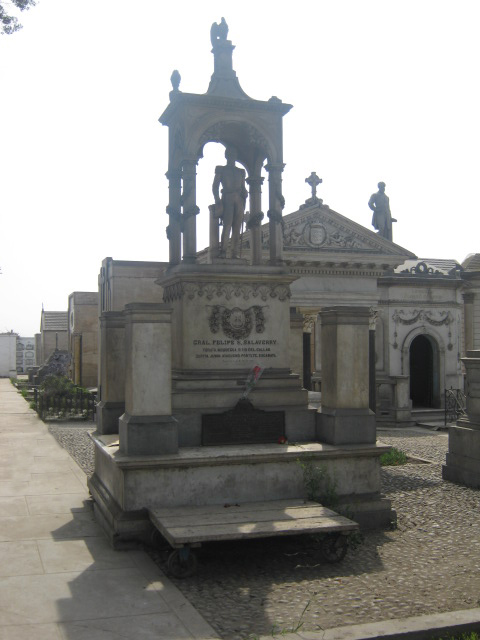
Tumba de Felipe Salaverry en el Cementerio Presbítero Maestro.

Salaverry ocupó la ciudad de Arequipa, mas se vio obligado a salir de allí ante la hostilidad de sus habitantes, quienes apoyaban abiertamente los planes federacionistas de Santa Cruz y Orbegoso, pues una eventual unión con Bolivia favorecería tremendamente el comercio entre las provincias.
Aún con estas desventajas tácticas, Salaverry persiguió con fervor al ejército boliviano hasta alcanzar su retaguardia en el Puente de Uchumayo (4 de febrero de 1836), donde libró una victoriosa batalla que le animó a proseguir y, de algún modo, confiar en un rápido triunfo sobre el resto de las fuerzas de Santa Cruz. En ese choque, se tocó una marcha compuesta por Manuel Bañón para el Jefe Supremo, llamada La Salaverrina, pero que a partir de entonces fue conocida como El ataque de Uchumayo. Aún hoy día sigue siendo la marcha más popular y conocida del ejército peruano.
Tres días después, el 7 de febrero, ambos ejércitos chocaron en la sangrienta batalla de Socabaya, donde el joven caudillo de 28 años fue totalmente derrotado y huyó por caminos extraviados hacia el mar, pero fue interceptado por una patrulla del general Guillermo Miller, quien consiguió su rendición prometiendo interceder por su vida.
Salaverry fue sometido a un proceso sumario y pese a la promesa que se le hizo fue condenado a muerte. Su último deseo fue una pluma y unos folios, en los que escribió tres documentos: su testamento, una carta a Juana Pérez, su esposa, y una protesta «ante la América » por su ejecución. Fue fusilado en la Plaza de Armas de Arequipa, al lado de sus principales oficiales. Se cuenta que cuando los fusileros hicieron la primera descarga, todos cayeron muertos, menos Salaverry, que se paró, dio un paso atrás y dijo: «La ley me ampara», pero una nueva descarga acabó con su vida (18 de febrero de 1836). Tras su muerte se erigió la Confederación Perú-Boliviana, entidad política que duraría hasta 1839.
Sus restos se encuentran en el Cementerio Presbítero Maestro.

## Descendencia
En 1830, tuvo un hijo natural fruto de su relación con doña María Vicenta Ramírez Duarte, hija de don Francisco Ramírez y Baldés (hijo de don Manuel Ramírez de Arellano y doña Mariana Baldés y Montenegro, esta hija de don Francisco Baldés y Montenegro, dueño de la hacienda La Solana) y de su esposa y prima, doña Narcisa Duarte y Ramírez, dueños de haciendas entre los actuales Perú y Ecuador, este hijo sería el poeta Carlos Augusto Salaverry.
Dos años después, el 12 de julio de 1832, en la Parroquia de San Pedro de Tacna, se casó con doña Juana Pérez Palza de Infantas, hija de Manuel Pérez y María Feliciana Palza e Infantas, con quien tuvo un hijo, Felipe Alejandro Augusto Salaverry Pérez, que se casó con Carmen Olavegoya, hermana del empresario Domingo Olavegoya Iriarte.